# Tamms
Tamms é uma vila localizada no estado americano de Illinois, no Condado de Alexander.

## Demografia
Segundo o censo americano de 2000, a sua população era de 724 habitantes.
Em 2006, foi estimada uma população de 1125, um aumento de 401 (55.4%).

## Geografia
De acordo com o United States Census Bureau tem uma área de
6,1 km², dos quais 6,1 km² cobertos por terra e 0,0 km² cobertos por água. Tamms localiza-se a aproximadamente 104 m acima do nível do mar.

## Localidades na vizinhança
O diagrama seguinte representa as localidades num raio de 16 km ao redor de Tamms.